# شينر أوزبيرقلي
شينر أوزبيرقلي (بالتركية: Şener Özbayraklı)‏ (مواليد 23 يناير 1990) هو لاعب كرة قدم. يلعب مع منتخب تركيا لكرة القدم. سبق له أن لعب في بطولة أمم أوروبا لكرة القدم 2016 مع منتخب بلاده.

## روابط خارجية
- شينر أوزبيرقلي على موقع الاتحاد الأوربي (الإنجليزية)
- شينر أوزبيرقلي على موقع اتحاد تركيا (لاعب) (الإنجليزية)
- شينر أوزبيرقلي على موقع قاعدة بيانات كرة القدم.إي يو (الإنجليزية)
- شينر أوزبيرقلي على موقع ناشيونال فوتبول تيمز (الإنجليزية)
- شينر أوزبيرقلي على موقع Soccerbase.com (لاعب) (الإنجليزية)
- شينر أوزبيرقلي على موقع Soccerway.com (الإنجليزية)
- شينر أوزبيرقلي على موقع عالم كرة القدم.نت (الإنجليزية)
- شينر أوزبيرقلي على موقع AS.com (الإسبانية)